# یحیی عبدالامیر الشامی
یحیی عبدالامیر شامی نویسندهٔ لبنانی است. در ۱۹۳۵ م در بنت جبیل متولد شد. در ۱۹۷۳ م دکتری ادبیات عرب را اخذ کرد. برخی از آثارش عبارتند از: النجوم فی الشعر العربی القدیم، النصوص التطبیقیة فی قواعد اللغة العربیة.